# Onthophagus reticuliger
Onthophagus reticuliger är en skalbaggsart som beskrevs av Frey 1960. Onthophagus reticuliger ingår i släktet Onthophagus och familjen bladhorningar. Inga underarter finns listade i Catalogue of Life.